# Ugoda w Białej Cerkwi
Ugoda w Białej Cerkwi (ukr. Білоцерківський мирний договір) – traktat między Rzecząpospolitą a Kozaczyzną, wymuszony na obu stronach powstaniem Chmielnickiego i bitwą pod Beresteczkiem. Polacy nie mieli możliwości całkowitego zduszenia powstania, Kozacy zaś potrzebowali miesięcy spokoju dla odbudowy sił.
Wkrótce po kolejnej bitwie, pod Białą Cerkwią, 28 września 1651 roku w tymże miasteczku Bohdan Chmielnicki i Mikołaj Potocki podpisali ugodę, na podstawie której
- zmniejszono rejestr kozacki o połowę, do 20 tysięcy
- zakazano Kozakom przebywania poza królewszczyznami w województwie kijowskim.
- wojska koronne nie miały wstępu do tych królewszczyzn w województwie kijowskim, gdzie stacjonowali Kozacy.
- Szlachta i Żydzi uzyskali prawo powrotu do swoich majątków i arend[1].
- Zwierzchnictwo nad hetmanem zaporoskim otrzymywał hetman koronny[1].
- Chmielnicki zobowiązał się zrezygnować z sojuszu z Chanatem Krymskim
- Chmielnicki zobowiązał się nie prowadzić samodzielnie polityki zagranicznej.
- Czehryń miał być siedzibą Hetmana Zaporoskiego, który miał odbierać przysięgę Kozaków w imieniu króla Polski i Rzeczypospolitej[1].
- W kwestii wyznaniowej ugoda potwierdzała prawosławnym prawo do zachowania przez nich cerkwi, monastyrów i Collegium Kijowskiego oraz, z drugiej strony, gwarantowała wolność wyznaniową dla ludności unickiej.
- Strony wzajemnie udzielały amnestii dla szlachty walczących po stronie Kozaków i dla Kozaków walczących po stronie króla[1].
- Granic Wielkiego Księstwa Litewskiego Kozacy Rejestrowi mają nie przekraczać[1].

Na podstawie Ugody nie było żadnej linii odgraniczającej Kozaków od Korony. 
Po stronie kozackiej ugodę podpisał Bohdan Chmielnicki, Matwiej Hładki, Jan Kuczewicz-Minkowski, Jakow Parchomenko, Mychajło Hromyka, Jakow Odyniec, Baran Chudy, Jan Wyhowski.
Ugoda okazała się krótkotrwała. Szczególnie dotkliwą porażką była dla kozactwa, ponieważ traciło stan posiadania uzyskany po ugodzie zborowskiej. Prawie natychmiast postanowienia ugody złamał Bohdan Chmielnicki przyjmując moskiewskie poselstwo Wasyla Unkowskiego oraz niedługo później wysyłając do Moskwy z prośbą o carską pomoc pułkownika Iwana Iskrę. Chmielnicki nie zerwał też sojuszu z Tatarami.
Mający ratyfikować ugodę Sejm zwołany w początkach 1652 został zerwany przez posła upickiego Władysława Sicińskiego. Wiosną 1652 Chmielnicki wyruszył w stronę Mołdawii, co skończyło się dla armii koronnej w czerwcu klęską pod Batohem i rzezią 3500 koronnych żołnierzy, w rezultacie czego Sejm powołał nową armię, która wyruszyła w 1653 roku na wyprawę pod Żwaniec.